# Unione Sportiva Sambenedettese 2025-2026
Questa voce raccoglie le informazioni riguardanti l'Unione Sportiva Sambenedettese nelle competizioni ufficiali della stagione 2025-2026.

## Stagione
La stagione 2025-2026 sarà per la Sambenedettese la 28ª partecipazione alla terza serie del campionato italiano di calcio.

## Divise e sponsor
Il Main Sponsor per la stagione 2025-2026, è Ceres, mentre lo sponsor tecnico è Kappa.

## Organigramma societario
Area direttiva
- Presidente: Vittorio Massi
- Direttore Generale: Roberto Ricci
- Segretario Generale: Sandro Marucci
- Segretario Sportivo: Sandro Marucci

Area comunicazione e marketing
- Responsabile marketing: Maurizio Di Ubaldo
- Match analyst: Angelo Pisani

Area sportiva
- Direttore Sportivo: Stefano De Angelis
- Team Manager: Giuseppe Marzetti

Area tecnica
- Allenatore: Ottavio Palladini
- Vice Allenatori: Marco Mancinelli, Luigi Voltattorni
- Preparatore atletico: Maurizio Di Renzo
- Collaboratore preparatore atletico: Filippo Di Renzo
- Preparatore dei portieri: Cristian Cicioni
- Collaboratore tecnico: Dario Di Giannatale

Area sanitaria
- Responsabile sanitario: Giovanni Staffilano
- Medico sociale: Antonio Bozzi
- Massofisioterapista: Alessandro Amelio, Michele Del Bello, Francesco Mazzagufo

## Rosa
| N. |                   | Ruolo | Calciatore                       |
| -- | ----------------- | ----- | -------------------------------- |
| 1  | Italia (bandiera) | P     | Tommaso Orsini                   |
| 4  | Italia (bandiera) | D     | Alessio Zini                     |
| 5  | Italia (bandiera) | D     | Mirko Chelli                     |
| 6  | Italia (bandiera) | C     | Luca Lulli                       |
| 7  | Italia (bandiera) | A     | Pasquale Marranzino              |
| 8  | Italia (bandiera) | C     | Riccardo Bongelli                |
| 9  | Italia (bandiera) | A     | Umberto Eusepi (capitano)        |
| 10 | Italia (bandiera) | C     | Alessandro Sbaffo                |
| 11 | Italia (bandiera) | A     | Nazareno Battista                |
| 12 | Italia (bandiera) | P     | Matteo Grillo                    |
| 14 | Italia (bandiera) | D     | Filippo Tosi                     |
| 15 | Italia (bandiera) | D     | Alessandro Zoboletti             |
| 17 | Italia (bandiera) | D     | Leonardo Pezzola                 |
| 18 | Italia (bandiera) | C     | Kevin Candellori (vice capitano) |

| N. |                   | Ruolo | Calciatore          |
| -- | ----------------- | ----- | ------------------- |
| 19 | Italia (bandiera) | D     | Riccardo Vesprini   |
| 20 | Italia (bandiera) | D     | Simone Paolini      |
| 21 | Italia (bandiera) | D     | Alessandro Dalmazzi |
| 22 | Italia (bandiera) | P     | Giovanni Cultraro   |
| 23 | Guinea (bandiera) | A     | Nouhan Touré        |
| 24 | Italia (bandiera) | C     | Vincenzo Alfieri    |
| 30 | Italia (bandiera) | C     | Luca Napolitano     |
| 32 | Italia (bandiera) | D     | Federico Chiatante  |
| 37 | Guinea (bandiera) | C     | Moussa Touré        |
| 47 | Spagna (bandiera) | A     | Amadou Konate       |
| 77 | Italia (bandiera) | A     | Christian Iaiunese  |
| 90 | Italia (bandiera) | A     | Francesco Scafetta  |
| 94 | Italia (bandiera) | C     | Flavio Tataranni    |
|    | Italia (bandiera) | P     | Edoardo Zagaglia    |

## Calciomercato

### Sessione estiva(dal 01/07 al 01/09)
| Acquisti | Acquisti            | Acquisti           | Acquisti   |
| R.       | Nome                | da                 | Modalità   |
| -------- | ------------------- | ------------------ | ---------- |
| A        | Nouhan Touré        | Teramo             | definitivo |
| C        | Francesco Scafetta  |                    | definitivo |
| P        | Giovanni Cultraro   | Avezzano           | definitivo |
| D        | Filippo Tosi        | Cremonese          | prestito   |
| A        | Christian Iaiunese  | Terranuova Traiana | definitivo |
| C        | Vincenzo Alfieri    | Benevento          | definitivo |
| D        | Riccardo Vesprini   | SPAL               | definitivo |
| P        | Edoardo Zagaglia    | Ascoli             | definitivo |
| C        | Riccardo Bongelli   | Civitanovese       | definitivo |
| A        | Amadou Konate       | Avezzano           | definitivo |
| D        | Mirko Chelli        | Sangiovannese      | definitivo |
| A        | Pasquale Marranzino | Napoli             | definitivo |
| C        | Luca Napolitano     | Matera             | definitivo |
| D        | Alessandro Dalmazzi | Lumezzane          | definitivo |

| Cessioni | Cessioni          | Cessioni               | Cessioni                |
| R.       | Nome              | a                      | Modalità                |
| -------- | ----------------- | ---------------------- | ----------------------- |
| C        | Luca Guadalupi    | Barletta               | definitivo              |
| P        | Emanuele Semprini |                        | svincolato              |
| D        | Mattia Gennari    |                        | svincolato              |
| D        | Marco Orfano      |                        | svincolato              |
| D        | Ethan Bouah       |                        | svincolato              |
| C        | Michael D'Eramo   |                        | svincolato              |
| A        | Valerio Baldassi  |                        | svincolato              |
| A        | Diego Fabbrini    |                        | svincolato              |
| A        | Federico Moretti  |                        | svincolato              |
| C        | Tommaso Cardinali | Atletico Azzurra Colli | prestito                |
| A        | Sabah Kerjota     | Hearts                 | definitivo (150 mila €) |
| P        | Edoardo Zagaglia  | Recanatese             | prestito secco          |

## Risultati

### Coppa Italia Serie C

#### Turni eliminatori
| Arbitro: | Eremitaggio (Ancona) |

|                        |           |  |
| Alfieri 51’ Eusepi 83’ | Marcatori |  |

| San Benedetto del Tronto 28-29-30 ottobre 2025, ore CEST Secondo turno | Sambenedettese | – referto | Ascoli | Stadio Riviera delle Palme |

## Statistiche

### Statistiche di squadra
Statistiche aggiornate al 17 agosto 2025
| Competizione         | Punti | In casa | In casa | In casa | In casa | In casa | In casa | In trasferta | In trasferta | In trasferta | In trasferta | In trasferta | In trasferta | Totale | Totale | Totale | Totale | Totale | Totale | DR |
| Competizione         | Punti | G       | V       | N       | P       | Gf      | Gs      | G            | V            | N            | P            | Gf           | Gs           | G      | V      | N      | P      | Gf     | Gs     | DR |
| -------------------- | ----- | ------- | ------- | ------- | ------- | ------- | ------- | ------------ | ------------ | ------------ | ------------ | ------------ | ------------ | ------ | ------ | ------ | ------ | ------ | ------ | -- |
| Serie C              | -     | -       | -       | -       | -       | -       | -       | -            | -            | -            | -            | -            | -            | -      | -      | -      | -      | -      | -      | -  |
| Coppa Italia Serie C | -     | 1       | 1       | 0       | 0       | 2       | 0       | 0            | 0            | 0            | 0            | 0            | 0            | 1      | 1      | 0      | 0      | 2      | 0      | +2 |
| Totale               | -     | 1       | 1       | 0       | 0       | 2       | 0       | 0            | 0            | 0            | 0            | 0            | 0            | 1      | 1      | 0      | 0      | 2      | 0      | +2 |

### Andamento in campionato
| Giornata  | 1 | 2 | 3 | 4 | 5 | 6 | 7 | 8 | 9 | 10 | 11 | 12 | 13 | 14 | 15 | 16 | 17 | 18 | 19 | 20 | 21 | 22 | 23 | 24 | 25 | 26 | 27 | 28 | 29 | 30 | 31 | 32 | 33 | 34 | 35 | 36 | 37 | 38 |
| --------- | - | - | - | - | - | - | - | - | - | -- | -- | -- | -- | -- | -- | -- | -- | -- | -- | -- | -- | -- | -- | -- | -- | -- | -- | -- | -- | -- | -- | -- | -- | -- | -- | -- | -- | -- |
| Luogo     | C | T | C | T | C | T | C | T | C | T  | T  | C  | T  | C  | C  | T  | C  | T  | C  | T  | C  | T  | C  | T  | C  | T  | C  | T  | C  | C  | T  | C  | T  | T  | C  | T  | C  | T  |
| Risultato |   |   |   |   |   |   |   |   |   |    |    |    |    |    |    |    |    |    |    |    |    |    |    |    |    |    |    |    |    |    |    |    |    |    |    |    |    |    |
| Posizione |   |   |   |   |   |   |   |   |   |    |    |    |    |    |    |    |    |    |    |    |    |    |    |    |    |    |    |    |    |    |    |    |    |    |    |    |    |    |

Fonte: Lega Pro
Legenda:

Luogo: N = Campo neutro; C = Casa; T = Trasferta. Risultato: V = Vittoria; N = Pareggio; S = Sconfitta.
- = Turno di riposo.